# Fyzika částic
Fyzika částic (též Částicová fyzika) je oblast fyziky, která se zabývá částicemi.
V širším smyslu do částicové fyziky patří např.:
- Molekulová fyzika – zkoumá stavbu látek na úrovni molekul, atomů a iontů.
- Atomová fyzika – zkoumá složení atomu a vlastnosti zejména atomového obalu.
- Jaderná fyzika – zkoumá jádro atomu, subatomární částice, radioaktivitu a jaderné reakce.

Atomová a jaderná fyzika se z velké míry řídí zákony kvantové fyziky. Obvykle je částicová fyzika chápána v užším smyslu jako obor, který se zabývá studiem subatomárních a elementárních částic. Je-li třeba zdůraznit tento význam, hovoří se o fyzice elementárních částic.